# José Antonio Salcedo Sánchez
José Antonio Salcedo Sánchez (Valdeganga, Albacete, 1 de octubre de 1990) es un futbolista español que juega de portero en el Fútbol Club La Unión Atlético de la Segunda Federación. Datos de su trayectoria:.

## Carrera
Salcedo comenzó a jugar en las categorías inferiores del Albacete Balompié. 
En 2009 fichó por el Excelsior Mouscron belga, aunque allí jugó muy poco por lo que en el mercado de invierno de 2010 regresó a España para jugar en el Real Valladolid B. En las filas del filial vallisoletano encontró la continuidad que no tuvo en el club belga, llegando incluso a jugar un partido con el primer equipo en Segunda División (el único de su carrera).
Posteriormente pasó por el Huracán Valencia sin apenas jugar, para más tarde fichar por La Roda CF, donde disputó 31 partidos de Liga en las dos temporadas que militó en el club manchego. 
En 2015 fichó por el Lorca FC donde fue titular toda la temporada. En verano de 2016 fichó por el Mérida AD y, aunque era titular en el equipo extremeño, decidió marcharse a mitad de la temporada al CD Guadalajara, a pesar de estar una categoría por debajo (Tercera División). El 16 de marzo de 2017 marcó el primer gol de su carrera, el que le dio el empate al Guadalajara ante la UD Almansa.
En verano de 2017 fichó por el Rayo Majadahonda, con el que logró el ascenso a Segunda División al año siguiente de su llegada pese a no disputar un solo minuto esa temporada. 
En verano de 2019 se marchó al CP Villarrobledo, club recién ascendido a Segunda División B por primera vez en su historia. Disputó 26 partidos. En verano no aceptó la renovación quedándose sin equipo hasta la ventana invernal.
El 27 de diciembre de 2020 firmó hasta final de temporada por el Club Deportivo Guijuelo de Segunda División B.
El 12 de agosto de 2021 fichó por el Salamanca CF UDS, equipo del grupo I de la Segunda División RFEF.
En verano de 2022 ficha por la Unión Deportiva Melilla del grupo V de la Segunda Federación con quien consigue el campeonato y se convierte en "Zamora" de la competición con solo 14 goles encajados.
En julio de 2024, firma por el Fútbol Club La Unión Atlético de la Segunda Federación.

## Clubes
- Albacete Balompié ( -2009)
- Mouscron (2009-2010)
- Real Valladolid B (2010-2012)
- Huracán Valencia (2012-2013)
- La Roda CF (2013-2015)
- La Hoya Lorca (2015-2016)
- Mérida AD (2016-2017)
- Club Deportivo Guadalajara (2017)
- Club de Fútbol Rayo Majadahonda (2017-2019)
- Club Polideportivo Villarrobledo (2019-2020)
- Club Deportivo Guijuelo (2020-2021)
- Salamanca Club de Fútbol UDS (2021-2022)
- Unión Deportiva Melilla (2022-2024)
- Fútbol Club La Unión Atlético (2024-actualidad)